# (472) Roma
(472) Roma es un asteroide perteneciente al cinturón de asteroides descubierto el 11 de julio de 1901 por Luigi Carnera desde el observatorio de Heidelberg-Königstuhl, Alemania.
Está nombrado por Roma, capital de Italia.
Forma parte de la familia asteroidal de María.